# Arkanoid
Arkanoid (jap. アルカノイド Arukanoido) – gra komputerowa, w której za pomocą małej ruchomej platformy odbija się piłeczkę wewnątrz prostokąta otwartego z jednej strony. Gra została stworzona i wydana przez firmę Taito w 1986 roku na automaty do gry. 
Celem gry jest niedopuszczenie do wydostania się piłeczki poza prostokąt oraz odbijanie jej w taki sposób, aby zbić jak najwięcej klocków rozmieszczonych wewnątrz prostokąta. Na początku gracz ma do dyspozycji określoną liczbę piłeczek lub platform (w zależności od wersji gry), które traci kolejno, jeśli piłeczka ucieknie poza prostokąt. Za zbijane klocki przyznawane są punkty. Po zbiciu wszystkich klocków lub uzyskaniu odpowiedniej liczby punktów następuje przejście do kolejnego poziomu, co oznacza nowe ułożenie klocków na planszy. W grze pojawiają się bonusy w postaci dodatkowych piłeczek, poszerzenia platformy, możliwości strzelania, przyciągania magnetycznego piłeczki, itp. Jako kontroler gry służy zazwyczaj myszka lub klawiatura. Wczesne wersje gry wyglądały bardzo prosto, a "piłeczka" złożona była z kilku pikseli i była bardziej podobna do kwadratu. Gra doczekała się licznych konwersji na komputery osobiste i konsole. 

## Odbiór gry
Gra została pozytywnie przyjęta przez krytyków. Recenzent magazynu „Computer Gaming World” pochwalił wersję gry na komputer Amiga nazywając ją „niesamowitą”. Z kolei wersja na konsolę Nintendo otrzymała tytuł „Best Arcade Translation” wymieniając jako zalety dobrą grafikę i mechanikę rozgrywki. 